# Léiner Gómez
Leiner Gómez Viáfara (17 de noviembre de 1982) es un exfutbolista colombiano que jugó como delantero.

## Trayectoria
Leiner se formó en la Divisiones menores del Independiente Santa Fe, a inicio del 2004 fue anunciado como nuevo jugador del Boyacá Chicó en donde jugó hasta el 2005, en mediado del 2005 fue anunciado como nuevo jugador del Atlético Huila en donde estuvo hasta finales del 2005, a inicio de 2006 fue anunciado como jugador del Club Deportivo Italmaracaibo, a mediado del 2006 fue anunciado como nuevo jugador del Liga de Loja, a inicio del 2007 fue anunciado como nuevo jugador del Deportivo Pereira, a inicio del 2008 fue anunciado como nuevo jugador del La Equidad, a mediado del 2008 Deportivo Pasto estuvo con el club hasta  10 de marzo de 2009. Aterrizando en China el 17 de marzo de 2009, Gómez no pudo presentarse cuando Jiangsu Sainty se enfrentó a Shanghai Shenhua el 22 de marzo de 2009 debido a que no recibió su certificado de transferencia a tiempo. Luego abrió su cuenta goleadora de la Superliga china para mantener 1-1 al Beijing Guoan, comenzando a pesar de una actuación insípida en su debut una semana antes. Sin embargo, el técnico Zhang Yudao describió su actuación durante esos dos partidos como mediocre, y el agente del colombiano se disculpó porque él tampoco cumplió con las expectativas. Al final, dejó de entrenar con Jiangsu y se separó de ellos en junio. A mediado del 2009 fue anunciado como nuevo jugador del SD Aucas, en el 2010 fue anunciado como nuevo jugador del CD Malacateco. Al inicio del 2011 fue anunciado como nuevo jugador del CD Árabe Unido en donde jugó 4 partidos y anotó 1 gol, en el 2012 fue anunciado como nuevo jugador del Uniautónoma FC en donde jugó 11 partidos y anotó 1 gol, en el 2013 fue anunciado como nuevo jugador de los Jaguares de Córdoba en donde jugó 13  partidos y anotó 2 goles.

## Clubes
| Club              | País      | Año         |
| ----------------- | --------- | ----------- |
| Boyaca Chico      | Colombia  | 2004 - 2005 |
| Atlético Huila    | Colombia  | 2005        |
| CD Italmaracaibo  | Venezuela | 2006        |
| Liga de Loja      | Ecuador   | 2006        |
| Deportivo Pereira | Colombia  | 2007        |
| La Equidad        | Colombia  | 2008        |
| Deportivo Pasto   | Colombia  | 2008 - 2009 |
| Jiangsu Sainty FC | China     | 2009        |
| SD Aucas          | Ecuador   | 2009        |
| CD Malacateco     | Guatemala | 2010        |
| CD Árabe Unido    | Panamá    | 2011        |
| Uniautónoma FC    | Colombia  | 2012        |
| Jaguares FC       | Colombia  | 2013        |